# Ceraphron barbieri
Ceraphron barbieri  (лат.) — вид наездников рода Ceraphron из семейства Ceraphronidae. От Западной Европы (Австрия, Франция, Швейцария) до Дальнего Востока (Россия, Приморский край). 
Тело мелкое (1,5—2,3 мм), коричневато-рыжее. Глаза крупные, занимают большую часть боковой поверхности головы. На промежуточном сегменте часто находятся 3 острых зубца, направленных назад. На груди имеется «зеркальце» (гладкая и сильно блестящая площадка на щитике). 2-й и 3-й членики усиков самок примерно одинаковой длины. Паразитоиды насекомых.